# Лоу, Дуглас (легкоатлет)
Ду́глас Го́рдон А́ртур Ло́у (Douglas Gordon Arthur Lowe; 7 августа 1902, Манчестер — 30 марта 1981, Кранбрук, Кент) — британский бегун на средние дистанции, который специализировался в беге на 800 метров. Олимпийский чемпион 1924 года с результатом 1:52,4 и олимпийский чемпион 1928 года с олимпийским рекордом 1:51,8. Он является первым человеком, кому удалось выиграть дистанцию 800 метров на двух Олимпиадах подряд. Также на Олимпиаде 1924 года принял участие в беге на 1500 метров, на которой занял 4-е место с результатом 3:57,0. В составе сборной Великобритании занял 5-е место в эстафете 4×400 метров.
Чемпион Великобритании в беге на 440 ярдов и 880 ярдов в 1927 и 1928 годах.
Завершил спортивную карьеру в конце 1928 года.